# VICTORY ROADS
『VICTORY ROADS』（ヴィクトリー・ローズ）は、 2017年10月6日よりbayfmで放送開始された、Sexy Zoneの佐藤勝利がパーソナリティを務めたラジオ番組。毎週日曜日21:30 - 21:57放送にされた。

## 概要
佐藤勝利がパーソナリティを務める。bayfmでは番組タイトルについて「佐藤勝利くんの魅力をもっと多くの人に知ってもらおうという『勝利への道』です」と佐藤の名にちなんだ“VICTORY”であるとしている。番組では主にフリートーク、リスナーからのメール紹介、コーナー企画、佐藤がセレクトした曲を紹介する形で進行する。コーナー企画は事前に公式ブログで募集されたテーマを元に企画。定期企画として、同じ食材2つを食べ比べどちらが高級なものか当てる「～違いの分かる男になろう!食通勝利～シーズン2～」がある。
番組の最後は「来週も勝利を君に!」と自身の名前とかけた決め台詞でしめくくる。
放送開始直前と終了後には公式ブログで番組エピソードが掲載される。

## コーナー
セレクトナンバー
ジャンルにこだわらず佐藤のお気に入りや気分にあった曲、タイムリーな曲を紹介。
佐藤勝利プレゼンツ今日この瞬間に聞きたいジャニーズセレクト
ルーレットで当たったジャニーズグループの曲の中から佐藤がセレクトして紹介。
Sexy Zoneナンバー
自身のグループ曲紹介。
～違いの分かる男になろう!食通勝利～シーズン2～
同じ食材2つを食べ比べどちらが高級なものか当てるコーナー。
キーワードトーク「50のTONE」
50音の一字から始まる言葉で3分のトークを展開するコーナー。例）「あ」→トークテーマ「嵐」
佐藤勝利の想談部屋
リスナーからの『想談』に応える。『相談』というのは『相手』の『相』に『談義』の『談』。『相』に心を持つと『想』。想うことが相談の第一歩。このラジオが逃げ道の先にあればいいという佐藤勝利発信のコーナー。